# 古屋哲美
古屋 哲美（ふるや てつみ、1945年1月7日 - ）は、福岡県出身の元プロ野球選手（投手）。

## 来歴・人物
博多工業高では1964年、2年生の時にエース橋本孝志の控えとして春の甲子園に出場。準決勝まで進出するが、尾道商の小川邦和に抑えられ完封負け。同年6月の新潟国体では、決勝で尾道商を降し初優勝を飾る。いずれも自らの登板はなかった。高校同期に倉田晃がいる。
卒業後は九州産業大学に進学。九州地区大学野球選手権大会では福岡工大の後塵を拝し、優勝には届かなかった。
1969年にドラフト外で西鉄ライオンズへテスト入団。1年目の1970年には8試合に中継ぎとして登板。5月10日には乗替寿好をリリーフし3回から登板するが、5回に打ち込まれ敗戦投手となる。その後は活躍の機会がなく、1972年限りで引退した。右サイドハンドからスライダー、カーブ、シンカーを武器とした。

## 詳細情報

### 年度別投手成績
| 年 度     | 球 団     | 登 板 | 先 発 | 完 投 | 完 封 | 無 四 球 | 勝 利 | 敗 戦 | セ 丨 ブ | ホ 丨 ル ド | 勝 率 | 打 者 | 投 球 回 | 被 安 打 | 被 本 塁 打 | 与 四 球 | 敬 遠 | 与 死 球 | 奪 三 振 | 暴 投 | ボ 丨 ク | 失 点 | 自 責 点 | 防 御 率 | W H I P |
| --------- | --------- | ----- | ----- | ----- | ----- | -------- | ----- | ----- | -------- | ----------- | ----- | ----- | -------- | -------- | ----------- | -------- | ----- | -------- | -------- | ----- | -------- | ----- | -------- | -------- | ------- |
| 1970      | 西鉄      | 8     | 0     | 0     | 0     | 0        | 0     | 1     | --       | --          | .000  | 69    | 15.1     | 18       | 3           | 7        | 0     | 0        | 7        | 0     | 0        | 8     | 8        | 4.80     | 1.63    |
| 通算：1年 | 通算：1年 | 8     | 0     | 0     | 0     | 0        | 0     | 1     | --       | --          | .000  | 69    | 15.1     | 18       | 3           | 7        | 0     | 0        | 7        | 0     | 0        | 8     | 8        | 4.80     | 1.63    |

### 記録
- 初登板：1970年4月16日、対ロッテオリオンズ3回戦（平和台球場）、8回表から6番手で救援登板・完了、2回無失点

### 背番号
- 67 （1970年 - 1972年）